# 선거일 (미국)
미국의 선거일(Election Day)은 선거를 통해 공직자를 뽑는 날이다. 11월의 첫 월요일의 다음 화요일에 치러진다. 11월 2일과 11월 8일 사이의 화요일에 해당한다.
연방 공직자(대통령, 부통령, 상하원 의원)는 짝수 해에 실시된다. 대통령 선거는 4의 배수가 되는 해(가까이는 2012년)에 실시되며, 각 주에서 선출된 선거인단에 의해 대통령과 부통령을 선출한다. 하원의 경우, 매 짝수 해에 임기 2년의 하원의원 전원을 새로 선출하며, 상원의 경우, 매 짝수 해에 임기 6년의 상원의원을 정원의 1/3 씩 선출한다. 대통령 선거가 실시되지 않는 해의 의원 선거를 중간 선거(midterm election)라고 한다. 임기는 선거 다음 해의 1월부터 시작되며, 대통령과 부통령의 취임을 위한 취임식은 대개 1월 20일에 열린다.
주 정부나 지방 정부의 공직자도 비용 절감을 위해서 연방 선거일에 함께 실시된다. 일부 주의 경우, 연방 선거가 없는 홀수 해(off year)에 선거가 실시되기도 한다.
선거일은 법으로 지정되어 있으나, 많은 주에서 조기투표 제도를 실시하고 있다. 오리건주의 경우, 모든 선거가 우편투표를 통해 실시되며, 투표 용지는 선거일까지 도착해야 한다. 부재자 투표를 실시하는 다른 주도 대부분 선거일까지 투표 용지가 도착해야 한다. 워싱턴주 역시 우편투표를 실시하지만, 선거일에 소인이 찍혀 있으면 유효표로 계산한다.
뉴욕주, 뉴저지주, 델라웨어주, 몬태나주, 오하이오주, 웨스트버지니아주, 하와이주 및 푸에르토리코 등 일부 주에서는 선거일을 법정휴일로 지정하고 있다. 일부 다른 주에서는 휴일로 지정하지는 않지만, 노동자가 급여의 손해 없이 투표에 참여할 시간을 보장하도록 요구하고 있다. 캘리포니아주의 경우, 투표가 불가능할 경우, 2시간의 단축 근무를 제공하도록 법으로 정해놓았다.
일부 운동가들은 근무일은 화요일에 선거가 실시되는 것에 대해, 선거일을 연방 공휴일로 지정하거나, 선거를 이틀 이상의 긴 기간 동안 실시하도록 요구하는 운동을 펼치기도 한다. 미국 자동차 노동조합은 미국 국내의 자동차 생산 기업과 선거일을 휴일로 하도록 협상을 통해 정하기도 했다.

## 같이 보기
- 예비선거
- 미국의 공휴일
- 재보궐선거